# The Galaxy
The Galaxy was een dance-duo uit Amsterdam bestaande uit Arjen Lubach en Sacha Harland. Nadat Lubach in 2019 gestopt is bij The Galaxy is Harland verder alleen doorgegaan onder deze naam.
In 2015 brachten ze hun eerste EP uit, Bass Country Club EP, op het label Barong Family, dat in 2014 is opgericht door Yellow Claw.

## Discografie

### Albums
| Album met eventuele hitnotering(en) in de Nederlandse Album Top 100 | Datum van verschijnen | Datum van binnenkomst | Hoogste positie | Aantal weken | Opmerkingen |
| ------------------------------------------------------------------- | --------------------- | --------------------- | --------------- | ------------ | ----------- |
| Bass Country Club EP                                                | 2015                  |                       |                 |              |             |
| Moon & The Stars EP                                                 | 2016                  |                       |                 |              |             |
| Invaders EP                                                         | 2017                  |                       |                 |              |             |